# Заместители председателя Государственной думы
В этой статье представлен список заместителей Председателя Государственной Думы Федерального Собрания Российской Федерации. После имени указывается принадлежность к депутатскому объединению. После даты избрания или освобождения от должности указывается номер постановления Госдумы, которым произведено избрание или освобождение от должности. Полномочия заместителей Председателя Госдумы, как и всех депутатов, автоматически прекращаются с момента начала работы Госдумы нового созыва (п. 4 ст. 99 Конституции Российской Федерации). Специальные постановления об освобождении от должности при этом не принимаются.
У Председателя Госдумы I созыва было 5 заместителей, в том числе 1 первый, у Председателя Госдумы II созыва — 6 заместителей, в том числе 1 первый, у Председателя Госдумы III созыва — 9 заместителей, в том числе 1 первый, у Председателя Госдумы IV созыва — 10 заместителей, в том числе 2 первых, у Председателя Госдумы V созыва — 10 заместителей, в том числе 1 первый, у Председателя Госдумы VI созыва — 8 заместителей, в том числе 2 первых.

## Государственная Дума I созыва (14 января 1994 г. — 16 января 1996 г.)
Первый заместитель Председателя Государственной Думы
1. Митюков Михаил Алексеевич, фракция «Выбор России» (17 января 1994 г., № 13-I ГД — 16 января 1996 г.)

Заместители Председателя Государственной Думы
1. Венгеровский Александр Дмитриевич, фракция ЛДПР (17 января 1994 г., № 13-I ГД — 16 января 1996 г.)
2. Ковалёв Валентин Алексеевич, фракция КПРФ (17 января 1994 г., № 13-I ГД — 18 января 1995 г., № 458-I ГД)
3. Федулова Алевтина Васильевна, фракция «Женщины России» (17 января 1994 г., № 13-I ГД — 16 января 1996 г.)
4. Чилингаров Артур Николаевич, депутатская группа «Новая региональная политика» (10 июня 1994 г., № 131-I ГД — 16 января 1996 г.)
5. Селезнёв Геннадий Николаевич, фракция КПРФ (25 января 1995 г., № 487-I ГД — 16 января 1996 г.)

## Государственная Дума II созыва (16 января 1996 г. — 18 января 2000 г.)
Первый заместитель Председателя Государственной Думы
1. Шохин Александр Николаевич, фракция «Наш дом — Россия» (18 января 1996 г., № 9-II ГД — 5 сентября 1997 г., № 1661-II ГД)
2. Рыжков Владимир Александрович, фракция «Наш дом — Россия» (10 сентября 1997 г., № 1674-II ГД — 3 февраля 1999 г., № 3609-II ГД)
3. Кузнецов Борис Юрьевич, фракция «Наш дом — Россия» (17 февраля 1999 г., № 3665-II ГД — 18 января 2000 г.)

Заместители Председателя Государственной Думы
1. Бабурин Сергей Николаевич, депутатская группа «Народовластие» (18 января 1996 г., № 9-II ГД — 18 января 2000 г.)
2. Горячева Светлана Петровна, фракция КПРФ (18 января 1996 г., № 9-II ГД — 18 января 2000 г.)
3. Гуцериев Михаил Сафарбекович, фракция ЛДПР (18 января 1996 г., № 9-II ГД — 18 января 2000 г.)
4. Чилингаров Артур Николаевич, депутатская группа «Российские регионы (Независимые депутаты)» (18 января 1996 г., № 9-II ГД — 18 января 2000 г.)
5. Юрьев Михаил Зиновьевич, фракция «Яблоко» (20 марта 1996 г., № 177-II ГД — 18 января 2000 г.)

## Государственная Дума III созыва (18 января 2000 г. — 29 декабря 2003 г.)
Первый заместитель Председателя Государственной Думы
1. Слиска Любовь Константиновна, фракция «Единство», с 5 сентября 2003 г. — фракция «Единство — Единая Россия» (19 января 2000 г., № 9-III ГД — 29 декабря 2003 г.)

Заместители Председателя Государственной Думы
1. Аверченко Владимир Александрович, депутатская группа «Народный депутат» (19 января 2000 г., № 10-III ГД — 29 декабря 2003 г.)
2. Жириновский Владимир Вольфович, фракция ЛДПР (19 января 2000 г., № 10-III ГД — 29 декабря 2003 г.)
3. Романов Пётр Васильевич, фракция КПРФ (19 января 2000 г., № 10-III ГД — 29 декабря 2003 г.)
4. Семигин Геннадий Юрьевич, Агропромышленная депутатская группа (19 января 2000 г., № 10-III ГД — 29 декабря 2003 г.)
5. Чилингаров Артур Николаевич, депутатская группа «Регионы России (Союз независимых депутатов)» (26 января 2000 г., № 14-III ГД — 29 декабря 2003 г.)
6. Боос Георгий Валентинович, фракция «Отечество — Вся Россия», с 15 августа 2003 г. — фракция «Отечество — Единая Россия» (11 февраля 2000 г., № 55-III ГД — 29 декабря 2003 г.)
7. Немцов Борис Ефимович, фракция СПС (16 февраля 2000 г., № 74-III ГД — 31 мая 2000 г., № 417-III ГД)
8. Лукин Владимир Петрович, фракция «Яблоко» (16 февраля 2000 г., № 75-III ГД — 29 декабря 2003 г.)
9. Хакамада Ирина Муцуовна, фракция СПС (31 мая 2000 г., № 418-III ГД — 29 декабря 2003 г.)

## Государственная Дума IV созыва (29 декабря 2003 г. — 24 декабря 2007 г.)
Первые заместители Председателя Государственной Думы
1. Жуков Александр Дмитриевич, фракция «Единая Россия» (29 декабря 2003 г., № 8-IV ГД — постановлением от 24 марта 2004 г. № 253-IV ГД полномочия депутата Государственной Думы А. Д. Жукова признаны досрочно прекращенными с 10 марта 2004 г. в связи с назначением на должность Заместителя Председателя Правительства Российской Федерации)
2. Слиска Любовь Константиновна, фракция «Единая Россия» (29 декабря 2003 г., № 8-IV ГД — 24 декабря 2007 г.)
3. Морозов Олег Викторович, фракция «Единая Россия» (21 сентября 2005 г., № 2203-IV ГД — 24 декабря 2007 г.)

Заместители Председателя Государственной Думы
1. Боос Георгий Валентинович, фракция «Единая Россия» (29 декабря 2003 г., № 10-IV ГД — 21 сентября 2005 г., № 2201-IV ГД)
2. Володин Вячеслав Викторович, фракция «Единая Россия» (29 декабря 2003 г., № 10-IV ГД — 24 декабря 2007 г.)
3. Жириновский Владимир Вольфович, фракция ЛДПР (29 декабря 2003 г., № 10-IV ГД — 24 декабря 2007 г.)
4. Купцов Валентин Александрович, фракция КПРФ (29 декабря 2003 г., № 10-IV ГД — 24 декабря 2007 г.)
5. Морозов Олег Викторович, фракция «Единая Россия» (29 декабря 2003 г., № 10-IV ГД — 21 сентября 2005 г., № 2203-IV ГД)
6. Пехтин Владимир Алексеевич, фракция «Единая Россия» (29 декабря 2003 г., № 10-IV ГД — 24 декабря 2007 г.)
7. Рогозин Дмитрий Олегович, фракция «Родина» (народно-патриотический союз) (29 декабря 2003 г., № 10-IV ГД — 5 марта 2004 г., № 173-IV ГД)
8. Чилингаров Артур Николаевич, фракция «Единая Россия» (29 декабря 2003 г., № 10-IV ГД — 24 декабря 2007 г.)
9. Бабурин Сергей Николаевич, до 28 июня 2005 г. — фракция «Родина» (народно-патриотический союз), с 5 июля 2005 г. — фракция Народно-Патриотический Союз «Родина» (Народная Воля — СЕПР), с 17 января 2007 г. — независимый депутат (5 марта 2004 г., № 174-IV ГД — 24 декабря 2007 г.)
10. Катренко Владимир Семёнович, фракция «Единая Россия» (26 марта 2004 г., № 270-IV ГД — постановлением от 16 ноября 2007 г. № 5450-4 ГД полномочия депутата Государственной Думы В. С. Катренко признаны досрочно прекращенными с 9 ноября 2007 г. в связи с назначением на должность аудитора Счётной палаты Российской Федерации)
11. Волков Юрий Николаевич, фракция «Единая Россия» (21 сентября 2005 г., № 2202-IV ГД — 24 декабря 2007 г.)

## Государственная Дума V созыва (24 декабря 2007 г. — 21 декабря 2011 г.)
Первый заместитель Председателя Государственной Думы
1. Морозов Олег Викторович, фракция «Единая Россия» (24 декабря 2007 г., № 5-5 ГД — 21 декабря 2011 г.)

Заместители Председателя Государственной Думы
1. Бабаков Александр Михайлович, фракция «Справедливая Россия» (24 декабря 2007 г., № 7-5 ГД — 21 декабря 2011 г.)
2. Волков Юрий Николаевич, фракция «Единая Россия» (24 декабря 2007 г., № 7-5 ГД — 21 декабря 2011 г.)
3. Володин Вячеслав Викторович, фракция «Единая Россия» (24 декабря 2007 г., № 7-5 ГД — постановлением от 1 ноября 2010 г. № 4313-5 ГД полномочия депутата Государственной Думы В. В. Володина признаны досрочно прекращенными с 21 октября 2010 г. в связи с назначением на должность Заместителя Председателя Правительства Российской Федерации — Руководителя Аппарата Правительства Российской Федерации)
4. Герасимова Надежда Васильевна, фракция «Единая Россия» (24 декабря 2007 г., № 7-5 ГД — 21 декабря 2011 г.)
5. Жириновский Владимир Вольфович, фракция ЛДПР (24 декабря 2007 г., № 7-5 ГД — 21 декабря 2011 г.)
6. Журова Светлана Сергеевна, фракция «Единая Россия» (24 декабря 2007 г., № 7-5 ГД — 21 декабря 2011 г.)
7. Мельников Иван Иванович, фракция КПРФ (24 декабря 2007 г., № 7-5 ГД — 21 декабря 2011 г.)
8. Слиска Любовь Константиновна, фракция «Единая Россия» (24 декабря 2007 г., № 7-5 ГД — 21 декабря 2011 г.)
9. Язев Валерий Афонасьевич, фракция «Единая Россия» (24 декабря 2007 г., № 7-5 ГД — 21 декабря 2011 г.)

## Государственная Дума VI созыва (21 декабря 2011 г. — 5 октября 2016 г.)
Первые заместители председателя Государственной Думы
1. Жуков Александр Дмитриевич, фракция «Единая Россия» (с 21 декабря 2011 г., № 7-6 ГД)
2. Мельников Иван Иванович, фракция КПРФ (с 21 декабря 2011 г., № 7-6 ГД)

Заместители председателя Государственной Думы
1. Воробьёв Андрей Юрьевич, фракция «Единая Россия» (21 декабря 2011 г., № 7-6 ГД — постановлением от 13 ноября 2012 г. № 1089-6 ГД полномочия депутата Государственной Думы А. Ю. Воробьёва признаны досрочно прекращенными с 8 ноября 2012 г. в связи с назначением на должность исполняющего обязанности Губернатора Московской области)
2. Лебедев Игорь Владимирович, фракция ЛДПР (с 21 декабря 2011 г., № 7-6 ГД)
3. Левичев Николай Владимирович, фракция «Справедливая Россия» (с 21 декабря 2011 г., № 7-6 ГД)
4. Морозов Олег Викторович, фракция «Единая Россия» (21 декабря 2011 г., № 7-6 ГД — постановлением от 5 июня 2012 г. № 444-6 ГД полномочия депутата Государственной Думы О. В. Морозова признаны досрочно прекращенными с 25 мая 2012 г. в связи с назначением на должность начальника Управления Президента Российской Федерации по внутренней политике)
5. Неверов Сергей Иванович, фракция «Единая Россия» (с 21 декабря 2011 г., № 7-6 ГД)
6. Швецова Людмила Ивановна, фракция «Единая Россия» (21 декабря 2011 г., № 7-6 ГД — постановлением от 11 ноября 2014 г. № 5283-6 ГД полномочия депутата Государственной Думы Л. И. Швецовой признаны досрочно прекращенными с 29 октября 2014 г. в связи с её смертью)
7. Железняк Сергей Владимирович, фракция «Единая Россия» (с 8 июня 2012 г., № 479-6 ГД)
8. Васильев Владимир Абдуалиевич, фракция «Единая Россия» (с 13 ноября 2012 г., № 1090-6 ГД)
9. Исаев Андрей Константинович, фракция «Единая Россия» (с 11 ноября 2014 г., № 5285-6 ГД)
10. Романович Александр Леонидович, фракция «Справедливая Россия»

## Государственная Дума VII созыва (5 октября 2016 г. — 12 октября 2021 г.)
Первые заместители председателя Государственной Думы
1. Жуков Александр Дмитриевич, фракция «Единая Россия» (5 октября 2016 г.)
2. Мельников Иван Иванович, фракция КПРФ (с 5 октября 2016 г.)

Заместители Председателя Государственной Думы
1. Васильев Владимир Абдуалиевич, фракция «Единая Россия» (5 октября 2016 г. — постановлением от 11 октября 2017 г. № 2338-7 ГД полномочия депутата Государственной Думы В. А. Васильева досрочно прекращены с 3 октября 2017 г. в связи с назначением на должность исполняющего обязанности Главы Республики Дагестан)
2. Епифанова Ольга Николаевна, фракция «Справедливая Россия» (с 5 октября 2016 г.)
3. Лебедев Игорь Владимирович, фракция ЛДПР (с 5 октября 2016 г.)
4. Неверов Сергей Иванович, фракция «Единая Россия» (с 5 октября 2016 г.)
5. Толстой Петр Олегович, фракция «Единая Россия» (с 5 октября 2016 г.)
6. Яровая Ирина Анатольевна, фракция «Единая Россия» (с 5 октября 2016 г.)
7. Тимофеева Ольга Викторовна, фракция «Единая Россия» (с 10 октября 2017 г., № 2341-7 ГД от 11 октября 2017 г.)

## Государственная Дума VIII созыва (с 12 октября 2021 года)
Первые заместители председателя Государственной Думы
1. Жуков Александр Дмитриевич, фракция «Единая Россия» (с 12 октября 2021 г.)
2. Мельников Иван Иванович, фракция КПРФ (с 12 октября 2021 г.)

Заместители Председателя Государственной Думы
1. Кузнецова Анна Юрьевна, фракция «Единая Россия» (с 12 октября 2021 г.)
2. Абрамченко Виктория Валериевна, фракция Единая Россия (с 11 сентября 2024 г.)
3. Толстой Петр Олегович, фракция «Единая Россия» (с 12 октября 2021 г.)
4. Яровая Ирина Анатольевна, фракция «Единая Россия» (с 12 октября 2021 г.)
5. Гордеев  Алексей Васильевич, фракция «Единая Россия» (с 12 октября 2021 г.)
6. Кара-оол Шолбан Валерьевич, фракция «Единая Россия» (с 12 октября 2021 г.)
7. Чернышов Борис Александрович, фракция ЛДПР (с 12 октября 2021г.)
8. Бабаков Александр Михайлович, фракция «Справедливая Россия» (с 12 октября 2021 г.)
9. Даванков Владислав Андреевич, фракция «Новые люди» (с 12 октября 2021 г.)